# Nomada media
Nomada media är en biart som beskrevs av Mitchell 1962. Nomada media ingår i släktet gökbin, och familjen långtungebin. Inga underarter finns listade i Catalogue of Life.